# كريم أباد قديم (دلفان)
كريم أباد قديم (بالفارسية: کریم‌آباد قدیم) هي قرية تقع في Nurabad Rural District في إيران. يقدر عدد سكانها بـ 21 نسمة بحسب إحصاء 2016.